# Muhàmmad ibn Rawwad al-Azdí
Muhammad ibn Rawwad al-Azdi fou un notable de l'antiga regió de l'Azerbaidjan del començament del segle ix. És conegut amb relació a la revolta de Babak i els khurramites.
Probablement Babak era un servidor d'Ibn Rawwad a Tabriz quan tenia setze anys i va servir a casa seva dos anys. Una altra versió diu que fou la mare de Babak la que va servir amb Ibn Rawwad, però això sembla una confusió amb la mare de Ibn Rawad anomenada Wadjna. Les terres de Muhammad ibn Rawwad eren a Dakarraqan (Dehkhwaraqan) a l'est del llac Urmia. Yakubi esmenta a Muhammad com un dels notables que van ajudar al califa contra Babak el 821/822.